# Milan Vidmar mlajši
Milan Vidmar mlajši, slovenski elektroinženir in šahist, * 16. december 1909, Weiz pri Gradcu, (tedaj Avstro-Ogrska, danes Avstrija), † 9. november 1980, Ljubljana.
Milan Vidmar ml. je bil sin velemojstra Milana Vidmarja. Kot udeleženec zmagovalne ekipe Jugoslavije na 9. šahovski olimpijadi 1950 v Dubrovniku je s petimi točkami iz šestih partij dosegel izjemen rezultat. Tega leta je tudi dobil naslov mednarodnega mojstra. Zmagal je na 2. prvenstvu Slovenije leta 1952.